# Кёршинский сельсовет
Кёршинский сельсовет — муниципальное образование со статусом сельского поселения в составе Бондарского района Тамбовской области Российской Федерации
Административный центр — село Кёрша.

## История
В соответствии с Законом Тамбовской области от 17 сентября 2004 года № 232-З установлены границы муниципального образования и статус сельсовета как сельского поселения.

## Население
| 2010 | 2012 | 2013 | 2014 | 2015 | 2016 | 2017 |
| ---- | ---- | ---- | ---- | ---- | ---- | ---- |
| 783  | ↘770 | ↗925 | ↘812 | ↗832 | ↘680 | ↘669 |
| 2018 | 2019 | 2020 | 2021 |      |      |      |
| ↘651 | ↘618 | ↘614 | ↘386 |      |      |      |

## Состав сельского поселения
| № | Населённый пункт | Тип населённого пункта       | Население |
| - | ---------------- | ---------------------------- | --------- |
| 1 | Заречье          | посёлок                      | ↘10       |
| 2 | Земетчино        | село                         | ↘35       |
| 3 | Казывань         | село                         | ↘182      |
| 4 | Кёрша            | село, административный центр | ↘513      |
| 5 | Павловка         | деревня                      | →11       |
| 6 | Старое Челищево  | деревня                      | ↘32       |